# Ponor (Cetingrad)
Ponor is een plaats in de gemeente Cetingrad in de Kroatische provincie Karlovac. De plaats telt 123 inwoners (2001).